# Lista de episódios de As Cariocas
As Cariocas é uma série de televisão brasileira produzido pela Rede Globo e pela Lereby Produções, do diretor Daniel Filho. Baseada no livro homônimo de Sérgio Porto - mais conhecido pela alcunha "Stanislaw Ponte Preta" - a série apresenta dez episódios, independentes entre si, cada um protagonizado por uma atriz e situado em um bairro diferente do Rio de Janeiro, todos escritos por Euclydes Marinho.

## Exibição
| Temporada | Temporada | Episódios | Exibição original     | Exibição original      | Lançamento em DVD e Blu-ray | Lançamento em DVD e Blu-ray | Lançamento em DVD e Blu-ray |
| Temporada | Temporada | Episódios | Primeiro episódio     | Último episódio        | Região 1                    | Região 2                    | Região 4                    |
| --------- | --------- | --------- | --------------------- | ---------------------- | --------------------------- | --------------------------- | --------------------------- |
|           | 1         | 10        | 19 de outubro de 2010 | 21 de dezembro de 2010 | —                           | —                           | —                           |

## Lista de episódios
| # | Título                      | Direção                      | Roteiro                                            | Exibição               | Audiência                |
| --- | --------------------------- | ---------------------------- | -------------------------------------------------- | ---------------------- | ------------------------ |
| 1 | "A Noiva do Catete"         | Daniel Filho                 | Euclydes Marinho e Adriana Falcão                  | 19 de outubro de 2010  | 19.42                    |
| Nadia (Alinne Moraes) é o tipo de mulher que cuida de si mesma. Ela sabe que não pode lavar roupa com uma pele macia como a dela. Nem esconder um corpo sinuoso como aquele em uniformes. E que seria um pecado trancafiar seu rosto em um escritório. Nadia é justa, sem dúvidas. Mas sua melhor qualidade é o altruísmo: adora fazer os homens felizes. |                             |                              |                                                    |                        |                          |
| 2 | "A Vingativa do Méier"      | Cris D'amato                 | Cláudia Tajes e Marcelo Saback                     | 26 de outubro de 2010  | 19.49                    |
| Celi (Adriana Esteves) parece que ainda mora na casa dos pais, de tanto tempo que passa lá. Quem não a conhece bem pode estranhar o fato da moça ser casada há cinco anos. Sabe como é, dizem que quando o filho não sai da casa dos pais é porque o casamento não vai bem. Mesmo boazinha, Celi de boba não tem nada – mas também não gosta de escândalo. Em vez de armar barraco por conta das suspeitas traições do marido, a boa moça prefere pagar na mesma moeda. Com direito a juros e correção monetária. |                             |                              |                                                    |                        |                          |
| 3 | "A Atormentada da Tijuca"   | Amora Mautner                | Euclydes Marinho                                   | 2 de novembro de 2010  | 19.34                    |
| Clarissa (Paola Oliveira) é um diamante bruto. Não porque sua beleza precise de lapidação, muito pelo contrário, mas porque a moça distribui patadas contra qualquer homem que chegue perto dela. Apesar do método um pouco agressivo – ou talvez por conta dele, a verdade é que o pavio curto de Clarissa funciona como um ímã de cuecas. |                             |                              |                                                    |                        |                          |
| 4 | "A Invejosa de Ipanema"     | Daniel Filho e Amora Mautner | Euclydes Marinho e Adriana Falcão                  | 9 de novembro de 2010  | 14.61                    |
| Quando uma mulher é linda, rica, e ainda por cima mora de frente para a praia de Ipanema é natural pensar que ela leva a vida perfeita, correto? Mas equilibrar desejos, negócios, amantes, maridos e o horário no salão de beleza pode ser muito mais complicado do que parece. Pode perguntar para Cris (Fernanda Torres). |                             |                              |                                                    |                        |                          |
| 5 | "A Internauta da Mangueira" | Cris D'amato                 | Euclydes Marinho e Adriana Falcão                  | 16 de novembro de 2010 | 19.53                    |
| Gleicy (Cintia Rosa) faz jus a todas as mulatas dos sambas da Mangueira. Tanto é que tudo que é homem na Estação Primeira sonha em experimentar aquele corpo de chocolate cheio de curvas. Claro que Gleicy tinha que ter um defeito: o marido. Muito bem casada, mantém as aparências de boa moça e excelente esposa. Virtualmente, no entanto, prova que é uma mulher maravilhosa. |                             |                              |                                                    |                        |                          |
| 6 | "A Adúltera da Urca"        | Daniel Filho e Cris D'amato  | Euclydes Marinho e Adriana Falcão                  | 23 de novembro de 2010 | 18.09                    |
| Uma vida pacata, sossegada e confortável pode ser o suficiente para muitas mulheres. Era para Júlia (Sônia Braga), uma dona de casa, esposa e funcionária exemplar; autêntica moradora da Urca. Só que Júlia acabou descobrindo que adorava uma das coisas que mais desprezava: seduzir homens que não eram seu marido. |                             |                              |                                                    |                        |                          |
| 7 | "A Desinibida do Grajaú"    | Cris D'amato                 | Clarice Falcão, Gregório Duvivier e Adriana Falcão | 30 de novembro de 2010 | 19.88                    |
| Quase nada é pior do que uma ex-gordinha. Salvo quando essa ex-gordinha se transforma em um mulherão. Ainda mais se ela for uma ex-moradora do Grajaú que tomou gosto pelas frescuras da Zona Sul. Pior é quando ela precisa voltar para o bairro de origem e descer do salto alto adquirido pela fama efêmera. Experimenta mexer com Michelle (Grazi Massafera). |                             |                              |                                                    |                        |                          |
| 8 | "A Iludida de Copacabana"   | Amora Mautner                | Euclydes Marinho e Adriana Falcão                  | 7 de dezembro de 2010  | 21.20[carece de fontes?] |
| Marta (Alessandra Negrini) é o tipo de mulher que faz questão de vender uma imagem perfeita. Para todos os autos, é casada, mora na Zona Sul e tem uma filha. A rotina, como a de qualquer boa mãe de família que se preze, se resume a passear no calçadão, fingir se importar com a ousadia da babá e lembrar, ocasionalmente, da existência do marido. No geral, a vida de Marta é o mais normal e pouco surpreendente possível. Até agora.                                                                    |                             |                              |                                                    |                        |                          |
| 9 | "A Suicida da Lapa"         | Daniel Filho                 | Clarice Falcão e Gregório Duvivier                 | 14 de dezembro de 2010 | 16.12                    |
| Alice (Deborah Secco) reúne em si mesma algumas qualidades do bairro em que mora, a Lapa: é intensa e, à primeira vista, um pouco sombria, mas aos poucos vai mostrando sua sensualidade. Só quem já sofreu algum desgosto pode entender o humor refinado – e afiado – desta moça envolvente que ainda não decidiu o que quer da vida. |                             |                              |                                                    |                        |                          |
| 10 | "A Traída da Barra"         | Daniel Filho                 | Adriana Falcão                                     | 21 de dezembro de 2010 | 21.31                    |
| Até descobrir que era traída pelo marido, Maria Teresa (Angélica) levava uma vida perfeitamente satisfatória. Depois da traição descoberta, Maria Teresa resolveu que ia conseguir, a qualquer custo, revidar na mesma moeda. Nem que para isso ela tivesse que ir atrás de todos os homens da Barra. |                             |                              |                                                    |                        |                          |